# Tipula (Eumicrotipula) bogotana
Tipula (Eumicrotipula) bogotana is een tweevleugelige uit de familie langpootmuggen (Tipulidae). De soort komt voor in het Neotropisch gebied.